# Copper Canyon, Texas
Copper Canyon är en ort i Denton County i delstaten Texas, USA.